# 豐斯巴赫河
50°39′40″N 7°12′21″E / 50.660990°N 7.205770°E

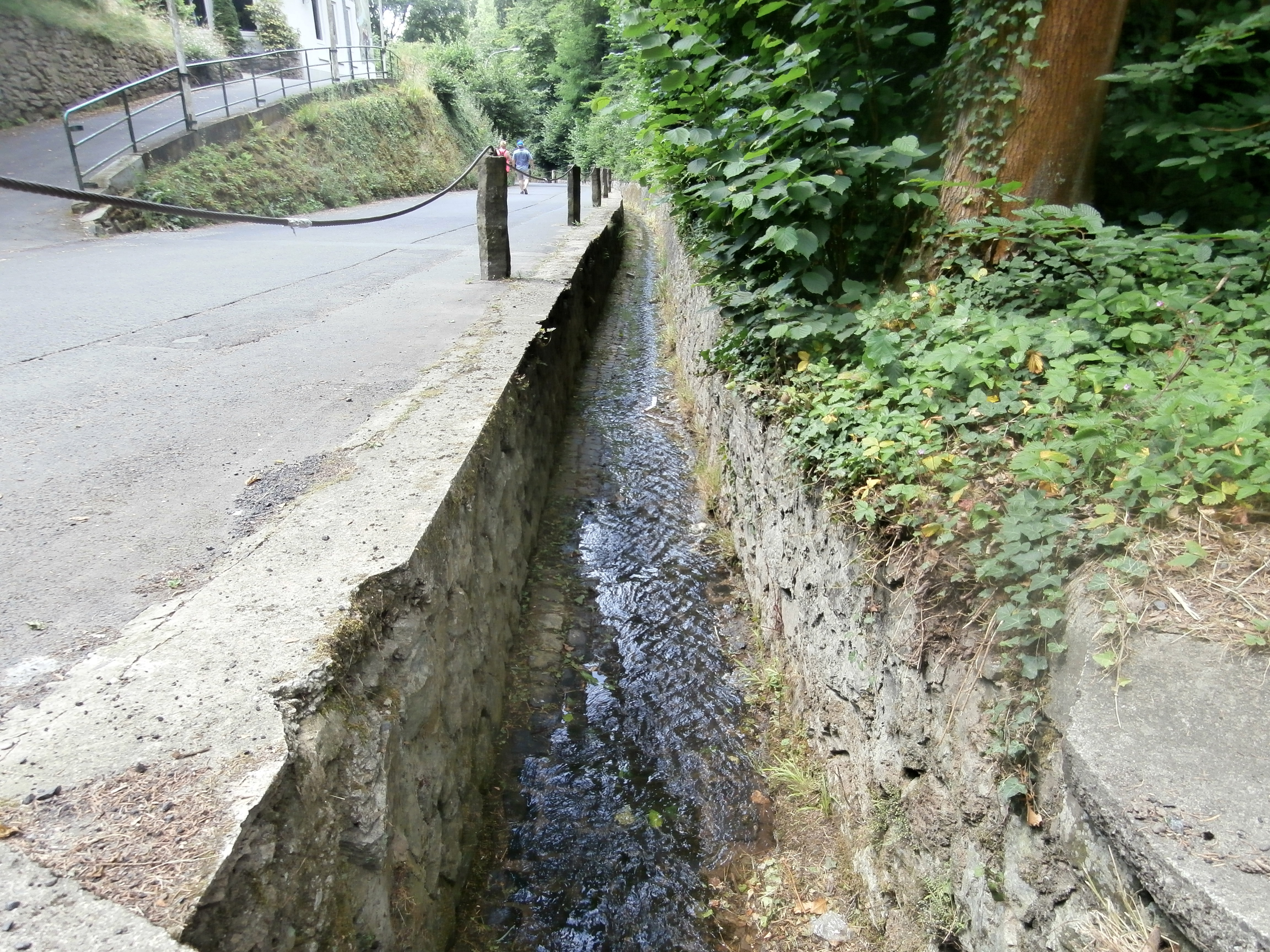

豐斯巴赫河（德語：Fonsbach），是德國的河流，位於該國西部，流經北萊茵-威斯特法倫州，屬於萊茵河的支流，處於巴特洪內夫，河道全長4.1公里。